# Donald Ross
Donald Nixon Ross (ur. 4 października 1922, zm. 7 lipca 2014) – brytyjski chirurg klatki piersiowej urodzony w Republice Południowej Afryki, który był pionierem kardiochirurgii. W 1968 dokonał pierwszego przeszczepu serca w Wielkiej Brytanii i jest autorem autoprzeszczepu zastawki płucnej w pozycję zastawki aortalnej, znany jako Operacja Rossa, w leczeniu choroby zastawki aortalnej.

## Życiorys
Donald Ross urodził się 4 października 1922 w Kimberley w Republice Południowej Afryki. Jego rodzice byli Szkotami. Ukończył szkołę średnią dla chłopców Kimberley w 1939 a następnie rozpoczął studia medyczne na Uniwersytecie Kapsztadzkim, na którym z wyróżnieniem w 1946 otrzymał tytuł licencjacki z zakresu medycyny (ang. Bachelor of Medicine).
Po otrzymaniu stypendium zagranicznego wyjechał na dalszą naukę do Wielkiej Brytanii. Duży wpływ na jego wybór dalszego kierunku specjalizacji w chirurgii miał doktor Ronald Belsey z Bristolu, pod którego kierunkiem zbierał doświadczenie w chirurgii klatki piersiowej. Podczas jednego z wyjazdów do szpitala Guy’s Hospital w Londynie, poznał i zobaczył, jak Sir Russell Brock operował zwapnioną zastawkę aortalną na bijącym sercu. To zapoczątkowało jego karierę kardiochirurgiczną. Doktor Brock był odpowiedzialny za chirurgię w Guy’s Hospital i przyjął doktora Rossa jako specjalistę ds. badań układu sercowo-naczyniowego, a później jako specjalistę torakochirurgii. W tym czasie Ross wniósł istotny wkład w rozwój operacji w hipotermii, oraz w skonstruowaniu własnego pomysłu oksygenatora (utleniacz). Cztery lata później, w 1958, został mianowany konsultantem kardiochirurgii, a w 1970 został mianowany dyrektorem Oddziału Chirurgii Londyńskiego Instytutu Kardiologii. Na sali operacyjnej był znany z wybitnych zdolności technicznych.
Doktor Ross był szczególnie zainteresowany leczeniem chorób zastawek. Na początku lat 60. XX w. jako pierwszy zastosował homograft do wymiany zastawki aortalnej. Był także pionierem w zastosowaniu homoprzeszczepów aorty do rekonstrukcji zwężonej drogi odpływu prawej komory. Pod koniec lat sześćdziesiątych, pracując w National Heart Hospital, dokonał czegoś, co uważał za swój najbardziej znaczący wkład w kardiochirurgię: zabiegu autoprzeszczepu płucnego, szerzej znanego jako procedura Rossa. Operacja ta polegała na przeniesieniu zastawki płucnej do pozycji aortalnej, a następnie umieszczeniu homograftu zastawki aortalnej w pozycji zastawki płucnej. Pacjentowi oszczędzono konieczności stosowania leków przeciwzakrzepowych i ewentualnej wymiany zastawki.
W 1968 Ross przeprowadził pierwszy przeszczep serca w Wielkiej Brytanii. Pacjent, 45-letni mężczyzna, przeżył 46 dni, zanim zmarł z powodu infekcji. Doktor Ross przeprowadził jeszcze 2 przeszczepy serca, zanim wraz z większością innych chirurgów transplantacyjnych zdecydował, że operacje te należy wstrzymać do czasu rozwiązania problemu odrzucania przeszczepu.
Wniósł duży wkład do literatury medycznej: wśród jego opublikowanych prac znajduje się książka A Surgeon's Guide to Cardiac Diagnosis, 2 książki, których jest współautorem i kilkaset artykułów. Po przejściu na emeryturę w 1997 pozostał zdecydowanym zwolennikiem postępu w chirurgii, zwłaszcza rozwoju sztucznych narządów. Duże nadzieje pokładał w inżynierii tkankowej mogącej w przyszłości rozwiązać problem niedoboru tkanek dawców.
Zmarł w 2014 roku w wieku 91 lat.

## Rodzina
Był żonaty, miał jedną córkę i dwoje wnucząt.